# 6.ª etapa da Volta a Espanha de 2019
A 6.ª etapa da Volta a Espanha de 2019 teve lugar a 29 de agosto de 2019 entre Mora de Rubielos e Ares del Maestre sobre um percurso de 198,9 km e foi vencida em solitário pelo espanhol Jesús Herrada da Cofidis, Solutions Crédits. O belga Dylan Teuns da Bahrain Merida converteu-se no novo portador do maillot vermelho.

## Classificação da etapa
| \| Classificação por etapas \| Classificação por etapas \| Classificação por etapas \| Classificação por etapas \| Classificação por etapas \| \| Ciclista \| Ciclista \| Equipe \| Tempo \| \| \| ------------------------ \| ------------------------ \| -------------------------- \| ------------------------ \| ------------------------ \| \| 1. \| Jesús Herrada \| Cofidis, Solutions Crédits \| 4h43m55s \| \| \| 2. \| Dylan Teuns \| Bahrain-Merida \| + 7s \| \| \| 3. \| Dorian Godon \| AG2R La Mondiale \| + 21s \| \| \| 4. \| Robert Gesink \| Team Jumbo-Visma \| + 21s \| \| \| 5. \| Bruno Armirail \| Groupama-FDJ \| + 37s \| \| \| 6. \| Paweł Poljański \| Bora-Hansgrohe \| + 39s \| \| \| 7. \| Nelson Oliveira \| Movistar Team \| + 45s \| \| \| 8. \| Gianluca Brambilla \| Trek-Segafredo \| + 47s \| \| \| 9. \| David de la Cruz \| Team Ineos \| + 50s \| \| \| 10. \| Tsgabu Grmay \| Mitchelton-Scott \| + 2m35s \| \| |                    |                            |          |
| |                    |                            |          |
| Fonte: ProCyclingStats |                    |                            |          |
| Classificação por etapas |                    |                            |          |
| Ciclista | Ciclista           | Equipe                     | Tempo    |
| 1. | Jesús Herrada      | Cofidis, Solutions Crédits | 4h43m55s |
| 2. | Dylan Teuns        | Bahrain-Merida             | + 7s     |
| 3. | Dorian Godon       | AG2R La Mondiale           | + 21s    |
| 4. | Robert Gesink      | Team Jumbo-Visma           | + 21s    |
| 5. | Bruno Armirail     | Groupama-FDJ               | + 37s    |
| 6. | Paweł Poljański    | Bora-Hansgrohe             | + 39s    |
| 7. | Nelson Oliveira    | Movistar Team              | + 45s    |
| 8. | Gianluca Brambilla | Trek-Segafredo             | + 47s    |
| 9. | David de la Cruz   | Team Ineos                 | + 50s    |
| 10. | Tsgabu Grmay       | Mitchelton-Scott           | + 2m35s  |

## Classificações ao final da etapa

### Classificação geral
| \| Classificação geral \| Classificação geral \| Classificação geral \| Classificação geral \| Classificação geral \| \| Ciclista \| Ciclista \| Equipe \| Tempo \| \| \| ------------------- \| ------------------- \| ------------------- \| ------------------- \| ------------------- \| \| 1. \| Dylan Teuns \| Bahrain-Merida \| 23h44m00s \| \| \| 2. \| David de la Cruz \| Team Ineos \| + 38s \| \| \| 3. \| Miguel Ángel López \| Astana \| + 1m00s \| \| \| 4. \| Primož Roglič \| Team Jumbo-Visma \| + 1m14s \| \| \| 5. \| Nairo Quintana \| Movistar Team \| + 1m23s \| \| \| 6. \| Robert Gesink \| Team Jumbo-Visma \| + 1m23s \| \| \| 7. \| Alejandro Valverde \| Movistar Team \| + 1m28s \| \| \| 8. \| Esteban Chaves \| Mitchelton-Scott \| + 2m17s \| \| \| 9. \| Rafał Majka \| Bora-Hansgrohe \| + 2m18s \| \| \| 10. \| Tadej Pogačar \| UAE Team Emirates \| + 2m47s \| \| |                    |                   |           |
| |                    |                   |           |
| Fonte: ProCyclingStats |                    |                   |           |
| Classificação geral |                    |                   |           |
| Ciclista | Ciclista           | Equipe            | Tempo     |
| 1. | Dylan Teuns        | Bahrain-Merida    | 23h44m00s |
| 2. | David de la Cruz   | Team Ineos        | + 38s     |
| 3. | Miguel Ángel López | Astana            | + 1m00s   |
| 4. | Primož Roglič      | Team Jumbo-Visma  | + 1m14s   |
| 5. | Nairo Quintana     | Movistar Team     | + 1m23s   |
| 6. | Robert Gesink      | Team Jumbo-Visma  | + 1m23s   |
| 7. | Alejandro Valverde | Movistar Team     | + 1m28s   |
| 8. | Esteban Chaves     | Mitchelton-Scott  | + 2m17s   |
| 9. | Rafał Majka        | Bora-Hansgrohe    | + 2m18s   |
| 10. | Tadej Pogačar      | UAE Team Emirates | + 2m47s   |

### Classificação por pontos
| Classificação por pontos | Classificação por pontos | Classificação por pontos   | Classificação por pontos | Classificação por pontos |
| Ciclista                 | Ciclista                 | Equipe                     | Pontos                   |                          |
| ------------------------ | ------------------------ | -------------------------- | ------------------------ | ------------------------ |
| 1.                       | Sam Bennett              | Bora-Hansgrohe             | 45 pts                   |                          |
| 2.                       | Nairo Quintana           | Movistar Team              | 36 pts                   |                          |
| 3.                       | Fabio Jakobsen           | Deceuninck-Quick Step      | 34 pts                   |                          |
| 4.                       | Primož Roglič            | Team Jumbo-Visma           | 28 pts                   |                          |
| 5.                       | Ángel Madrazo            | Burgos-BH                  | 26 pts                   |                          |
| 6.                       | Jesús Herrada            | Cofidis, Solutions Crédits | 25 pts                   |                          |
| 7.                       | Luka Mezgec              | Mitchelton-Scott           | 25 pts                   |                          |
| 8.                       | Jetse Bol                | Burgos-BH                  | 24 pts                   |                          |
| 9.                       | Tadej Pogačar            | UAE Team Emirates          | 22 pts                   |                          |
| 10.                      | Edward Theuns            | Trek-Segafredo             | 22 pts                   |                          |

### Classificação da montanha
| Classificação da montanha | Classificação da montanha | Classificação da montanha  | Classificação da montanha | Classificação da montanha |
| Ciclista                  | Ciclista                  | Equipe                     | Pontos                    |                           |
| ------------------------- | ------------------------- | -------------------------- | ------------------------- | ------------------------- |
| 1.                        | Ángel Madrazo             | Burgos-BH                  | 33 pts                    |                           |
| 2.                        | Jetse Bol                 | Burgos-BH                  | 11 pts                    |                           |
| 3.                        | Wout Poels                | Team Ineos                 | 8 pts                     |                           |
| 4.                        | Alejandro Valverde        | Movistar Team              | 6 pts                     |                           |
| 5.                        | José Herrada              | Cofidis, Solutions Crédits | 6 pts                     |                           |
| 6.                        | Jesús Herrada             | Cofidis, Solutions Crédits | 5 pts                     |                           |
| 7.                        | Sander Armée              | Lotto-Soudal               | 4 pts                     |                           |
| 8.                        | Tsgabu Grmay              | Mitchelton-Scott           | 3 pts                     |                           |
| 9.                        | Jelle Wallays             | Lotto-Soudal               | 3 pts                     |                           |
| 10.                       | Pierre Latour             | AG2R La Mondiale           | 3 pts                     |                           |

### Classificação da combinada
| Classificação de combinados | Classificação de combinados | Classificação de combinados | Classificação de combinados | Classificação de combinados |
| Ciclista                    | Ciclista                    | Equipe                      | Pontos                      |                             |
| --------------------------- | --------------------------- | --------------------------- | --------------------------- | --------------------------- |

### Classificação dos jovens
| Classificação dos jovens | Classificação dos jovens     | Classificação dos jovens      | Classificação dos jovens | Classificação dos jovens |
| Ciclista                 | Ciclista                     | Equipe                        | Tempo                    |                          |
| ------------------------ | ---------------------------- | ----------------------------- | ------------------------ | ------------------------ |
| 1.                       | Miguel Ángel López           | Astana                        | 23h45m00s                |                          |
| 2.                       | Tadej Pogačar                | UAE Team Emirates             | + 1m47s                  |                          |
| 3.                       | Sergio Higuita               | EF Education First            | + 2m46s                  |                          |
| 4.                       | Óscar Rodríguez Garaicoechea | Euskadi Basque Country-Murias | + 3m37s                  |                          |
| 5.                       | Ruben Guerreiro              | Katusha-Alpecin               | + 3m38s                  |                          |
| 6.                       | Daniel Felipe Martínez       | EF Education First            | + 3m49s                  |                          |
| 7.                       | Cristián Rodríguez           | Caja Rural-Seguros RGA        | + 4m34s                  |                          |
| 8.                       | James Knox                   | Deceuninck-Quick Step         | + 5m24s                  |                          |
| 9.                       | Mark Padun                   | Bahrain-Merida                | + 5m57s                  |                          |
| 10.                      | Niklas Eg                    | Trek-Segafredo                | + 7m57s                  |                          |

### Classificação por equipas
| Classificação por equipes | Classificação por equipes | Classificação por equipes | Classificação por equipes |
| Equipe                    | Equipe                    | Tempo                     |                           |
| ------------------------- | ------------------------- | ------------------------- | ------------------------- |
| 1.                        | Movistar Team             | 70h43m49s                 |                           |
| 2.                        | Team Jumbo-Visma          | + 15s                     |                           |
| 3.                        | AG2R La Mondiale          | + 9m56s                   |                           |
| 4.                        | Bahrain-Merida            | + 10m25s                  |                           |
| 5.                        | Mitchelton-Scott          | + 10m56s                  |                           |
| 6.                        | Trek-Segafredo            | + 12m20s                  |                           |
| 7.                        | Astana                    | + 13m35s                  |                           |
| 8.                        | Team Sunweb               | + 14m02s                  |                           |
| 9.                        | UAE Team Emirates         | + 15m01s                  |                           |
| 10.                       | EF Education First        | + 15m56s                  |                           |

## Abandonos
Como consequência de uma queda, durante o decorrer da etapa, na que se viram afectados vários ciclistas, abandonaram os seguintes corredores:
- Víctor de la Parte
- Rigoberto Urán
- Hugh Carthy
- Nicolas Roche